# Punta de Piedra, Mexiko
Punta de Piedra är en ort i Mexiko.   Den ligger i kommunen San Fernando och delstaten Tamaulipas, i den östra delen av landet, 600 km norr om huvudstaden Mexico City. Punta de Piedra ligger 7 meter över havet och antalet invånare är 655.
Terrängen runt Punta de Piedra är mycket platt. Havet är nära Punta de Piedra söderut.  Det finns inga andra samhällen i närheten. 